# Pythium
Pythium Pringsh. – rodzaj organizmów zaliczanych do lęgniowców.

## Systematyka i nazewnictwo
Pozycja w klasyfikacji według Index Fungorum: Pythiaceae, Peronosporales, Peronosporidae, Peronosporea, Incertae sedis, Oomycota, Chromista.
Synonimy: Artotrogus Mont., Eupythium Nieuwl., Nematosporangium (A. Fisch.) J. Schröt., Pythium Nees,
Pythium subgen. Nematosporangium A. Fisch., Rheosporangium Edson:
Liczne gatunki dawniej zaliczane do rodzaju Pythium w wyniku badań filogenetycznych zostały przeniesione do innych rodzajów, zwłaszcza Globisporangium.
Gatunki występujące w Polsce:
- Pythium aphanidermatum (Edson) Fitzp. 1923
- Pythium diclinum Tokun. 1935
- Pythium hydnosporum (Mont.) J. Schröt. 1879

Nazwy naukowe na podstawie Index Fungorum. Wykaz gatunków według W. Mułenki i innych.

## Morfologia i rozwój
Strzępki o grubości 5-7 µm. Na strzępkach mogą pojedynczo lub w łańcuszkach powstawać nabrzmienia. Poprzeczne septy występują w starszych plechach i oddzielają organy rozmnażania płciowego. Chlamydospor przeważnie nie tworzą. Niekiedy na strzępkach powstają maczugowate appressoria przymocowujące plechę do podłoża. Zarodnie mogą powstawać w różnych miejscach strzępek, zarówno na ich przebiegu, jak i na końcach. Mogą być nitkowate, płatowate, torbielowate lub kuliste. Zarodnie kuliste powstają na trzonkach, które mogą rozrastać się wewnętrznie, lub tworzyć gniazda. Trzonki te są odpowiednikiem konidioforów. Na każdej zarodni powstaje prosta strzępka. Pełni ona rolę kanału, przez który protoplazma zarodni przepływa do cienkościennego pęcherzyka, w którym powstają pływki. Dokonują one infekcji.
Gatunki rodzaju Pythium rozmnażają się także płciowo. Większość gatunków jest homotaliczna, ale są także gatunki heterotaliczne. Na końcach, lub na przebiegu strzępek tworzą cienkościenne, gładkie lub pokryte kolcami lęgnie bez peryplazmy, albo z niewielką jej ilością. Są kuliste lub elipsoidalne o średnicy do 25 µm. Na każdej lęgni powstaje 1-3 plemni. W lęgni tworzy się przeważnie jedna oospora o cienkiej lub grubej, ale zawsze gładkiej ścianie. Ooplasty trwałe i dobrze widoczne.

## Występowanie i znaczenie
Do rodzaju Pythium należą liczne gatunki szeroko rozprzestrzenione na całym świecie. Są pasożytami fakultatywnymi lub saprotrofami roślin i grzybów, ale niektóre są pasożytami także zwierząt. Większość gatunków jest polifagami. Dobrze rozwijają się na sztucznych podłożach tworząc białawe, puszyste i szybko rosnące kolonie. Liczne gatunki przebywają w glebie, u wielu gatunków roślin powodując gnicie korzeni, zgorzel siewek i inne choroby: czarna zgnilizna korzeni truskawki, miękka zgnilizna korzeni i podstawy pędów ogórka, zgnilizna liści i korzeni traw, zgorzel podstawy pędu zatrwianu, zgorzel młodych paproci, zgorzel sadzonek chryzantemy i wodna przyranna zgnilizna bulw ziemniaka.